# Kráľovce-Krnišov
Kráľovce-Krnišov (in ungherese Hontkirályfalva) è un comune della Slovacchia facente parte del distretto di Krupina, nella regione di Banská Bystrica.